# Układ (zespół muzyczny)
Układ – polski zespół muzyczny wykonujący rocka progresywnego, założony w lutym 1978 roku w Bytomiu.

## Historia
Zespół powstał w lutym 1978 roku w klubie studenckim „Pyrlik” w Bytomiu. W 1980 roku wystąpił na Ogólnopolskim Przeglądzie Muzyki Młodej Generacji w Jarocinie. Rok później wydany został singiel „Pod górą” / „Zaułki”.
Układ zakończył działalność jesienią 1981 roku, gdy wokalista Marek Dmytrow zastąpił na krótko gitarzystę Jana Borysewicza w Budce Suflera.

## Skład
- Marek Dmytrow – śpiew, gitara
- Andrzej Goralczyk – gitara
- Franciszek Filus – gitara basowa
- Wiesław Bajger – perkusja

## Dyskografia

### Single
- 1981: „Pod górą” / „Zaułki”